# V355 Большого Пса
V355 Большого Пса (лат. V355 Canis Majoris) — одиночная переменная звезда в созвездии Большого Пса на расстоянии (вычисленном из значения параллакса) приблизительно 3422 световых лет (около 1049 парсеков) от Солнца. Видимая звёздная величина звезды — от более +14,3m до +10,8m.

## Характеристики
V355 Большого Пса — красная пульсирующая переменная S-звезда, мирида (M) спектрального класса S.